# Hasarius bisetatus
Hasarius bisetatus là một loài nhện trong họ Salticidae.
Loài này thuộc chi Hasarius. Hasarius bisetatus được Pelegrin Franganillo-Balboa miêu tả năm 1930.